# João (guarda-costas)
João (em latim: Ioannis) foi um oficial de guarda bizantino (armígero) do século VI, ativo sob o imperador Justiniano (r. 527–565). Sob João Troglita, participou na desastrosa Batalha de Marta no verão de 547, na qual os bizantinos foram derrotados pelos berberes. No verão de 548, lutou ao lado de Troglita na bem-sucedida Batalha dos Campos de Catão, na qual matou o chefe Carcasão. É possível que seja o homônimo mencionado entre os armígeros de Troglita que derrotaram no inverno de 546/7 o chefe Antalas.